# ヒマラヤザクラ
ヒマラヤザクラ (ヒマラヤ桜 学名:Prunus cerasoides) はバラ科サクラ属の樹木。サクラの野生種の一つ。英語圏ではワイルド・ヒマラヤン・チェリー (英語: Wild Himalayan Cherry) とも呼ばれる。東アジアや南アジアに見られる落葉性の樹木である。ヒマラヤが起源と考えられており、インドのヒマーチャル・プラデーシュからネパール、中国南西部、ビルマなどに見られる。海抜1200mから2400mの高山の森に生える。また、サクラ自体もヒマラヤ近辺が原産と考えられている。

## 特徴
ヒマラヤザクラは高木であり、大きなものでは30m程度に育つ。
花は11月から12月の冬に咲く。花は雌雄両性であり、桃色から白色の色をしている。
滑らかな樹皮をしており、卵形の実をつける。実は黄色から赤に変わっていく。
花がないときはつややかな樹皮と、高さ、ぎざぎざの葉によって特徴付けられる。

## 生態
この木は良く乾いた水を含みやすいローム層の土壌で広く生息している。土は石灰を含んでいるとより育ちやすいが、あまりに多く石灰を含むとクロロシスを起こす。開けた、日当たりの良い安全な場所を好む。多くの派生種のように、浅く根を張っており、根が破損すると吸枝を出す。また、ナラタケ科のキノコに感染しやすい
種子は発芽に2~3ヶ月間の冷たい層化が必要であり、冬の早い時期につめたい土に埋めると発芽しやすい。発芽までにとても時間がかかり、場合によっては18ヶ月以上かかってようやく発芽するものもある。

## 利用
果実は15mm程度に育つ。生で食べることも料理することも可能である。種も生食可能で、料理にも使われる。
また、幹からガムを得ることができる。ガムベースのトラガカントの代用品として使われている。
食用以外では実や葉が濃い緑色の染料になる。また、ネックレスやロザリオの製作に種を使用することがある。木は堅く強く、香りが良く、長持ちするために材木としても好まれており、枝を杖として使用することもある。

## 日本でのヒマラヤザクラ
日本にはネパール王室のビレンドラ元国王から贈られたものが熱海市の静岡県立熱海高等学校の法面に植樹されている。これは1967年、東京大学に留学していたビレンドラ皇太子に日本の熱海の植物友の会が桜と梅の種を献上し、その返礼として贈られたものである。このほか豊橋市の普門寺、品川区立弁天通公園（荏原町）、戸越公園、大阪府吹田市南高浜町の川園緑道などにも存在する。
そのほか二酸化炭素や窒素酸化物の吸収率が高い（二酸化炭素はソメイヨシノの約5倍）とされ、地球温暖化対策の材料の一つとして注目されている。
ただし、高山に慣れた特性から、日本の高温多湿の気候風土にはなじみにくく、世話が必要になる。